# Salinen-Kapelle Hallein

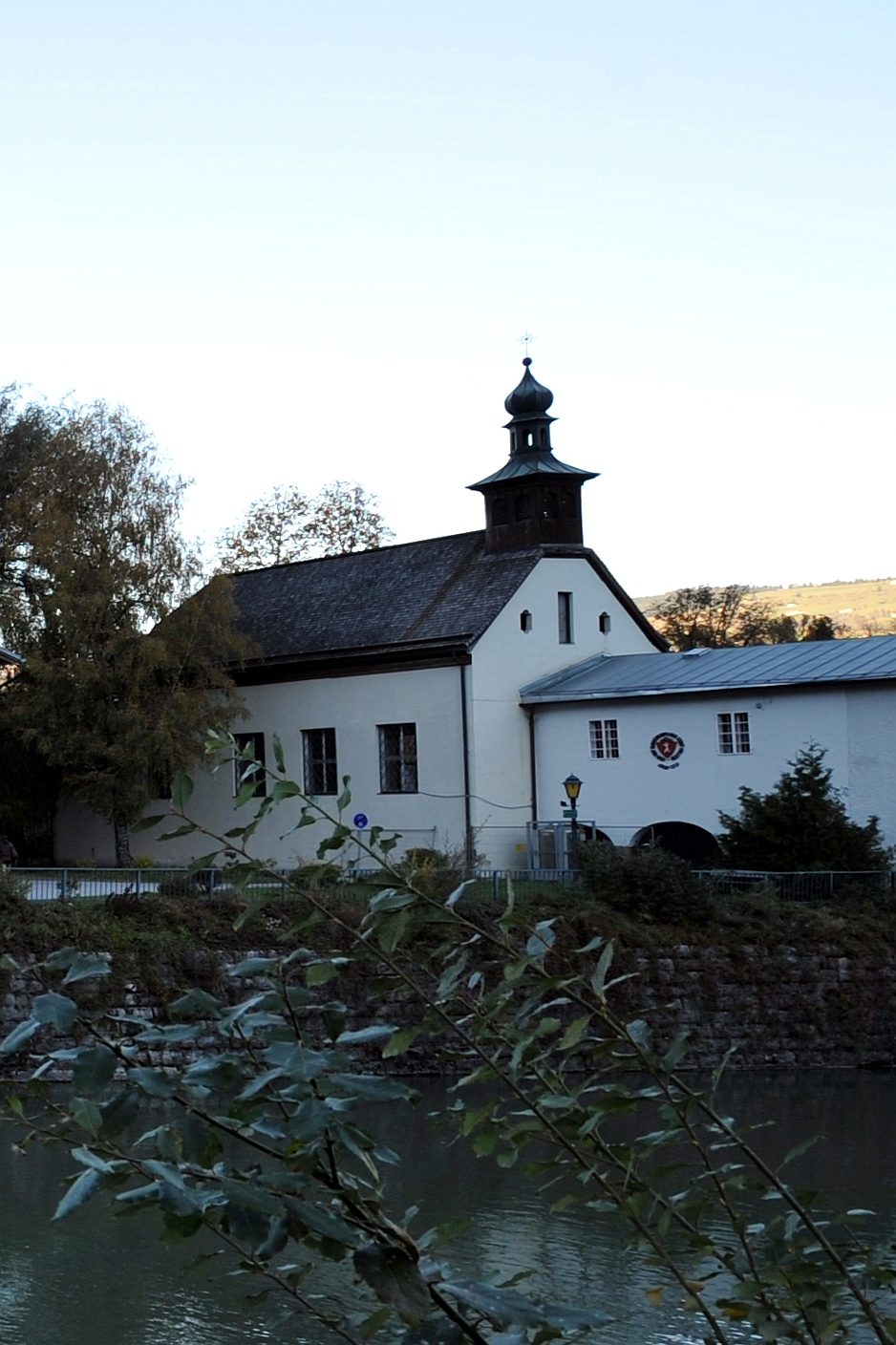
Salinen-Kapelle auf der Pernerinsel in Hallein

Die römisch-katholische Salinen-Kapelle Hallein steht am Pfleggarten auf der Pernerinsel in der Stadtgemeinde Hallein im Bezirk Hallein im Land Salzburg. Die dem Patrozinium Heiliger Geist unterstellte Kapelle gehört zum Dekanat Hallein in der Erzdiözese Salzburg. Die Kapelle steht unter Denkmalschutz (Listeneintrag).

## Geschichte
Urkundlich wurde 1355 eine Kapelle genannt. Der heutige Kapellenbau entstand wohl im Anfang des 17. Jahrhunderts. 1903 wurde eine Sakristei angebaut.

## Architektur
Das Kapellenäußere zeigt einen schlichten Bau unter einem Satteldach mit einem Giebelreiter mit Laterne und Zwiebelhelm, die Fassade hat hochrechteckige Fenster. Südlich schließt das ehemalige Mesnerwohnhaus an, das Erdgeschoß mit drei Arkadenbögen dient als offener Vorraum zur Kapelle.
Das Kapelleninnere zeigt ein Langhaus unter einer Stichkappentonne, der Triumphbogen ist rundbogig, der Chor unter einer Quertonne hat einen geraden Schluss. Die Empore aus dem 18. Jahrhundert hat ein Portal zur ehemaligen Mesnerwohnung. 

## Einrichtung
Der Altar aus der Mitte des 18. Jahrhunderts wurde aus der 1893 abgebrochenen St.-Ursula-Kapelle hierher übertragen, das Altarblatt hl. Ursula ist eine Kopie nach Johann Martin Schaumberger 1705 in der St.-Markus-Kirche in Salzburg, das Oberbild zeigt die Dreifaltigkeit und das Wappen vom Erzbischof Sigmund Schrattenbach.
Es gibt eine Thronende Madonna mit Kind um 1450, eine Kreuzigungsgruppe aus dem späten 15. Jahrhundert, ein Grablegungsrelief von Hans Waldburger aus dem Anfang des 17. Jahrhunderts, Konsolfiguren der Heiligen Vital und Christophorus aus der zweiten Hälfte des 17. Jahrhunderts, die Heiligen Barbara und Katharina aus der Mitte des 18. Jahrhunderts, die Vier Kirchenväter aus dem späten 18. Jahrhundert, Hochreliefs auf Konsolen der Heiligen Peter und Paul um 1800.
Es gibt barocke Bilder der Heiligen Ignatius von Loyola und Franz Xaver, Mariä Erwartung, Ecce Homo, Maria Schnee, alle aus dem 19. Jahrhundert.
Der Flügelaltar um 1480 vom Meister der Virgo inter Virgines mit einer Mitteltafel mit Epiphanie und Anbetung der Hirten und Flügel mit Szenen des Marienlebens befindet sich im Salzburg Museum. Eine erweiterte Kreuzigungsgruppe mit Magdalena, Hauptmann und Kriegsknecht entstand um 1500/1510.